# Ferrovia Milano-Genova
La ferrovia Milano-Genova è una linea ferroviaria italiana di proprietà statale che collega Milano e Genova, capoluoghi di regione rispettivamente della Lombardia e della Liguria.
È gestita da Rete Ferroviaria Italiana che la classifica come linea fondamentale.
La linea è divisa in tre tratte: Milano-Voghera, Voghera-Tortona (tratta in comune con la ferrovia Alessandria-Piacenza) e Tortona-Genova, quest'ultima chiamata ufficialmente ferrovia succursale dei Giovi.

## Storia
| Tratta                  | Attivazione      |
| ----------------------- | ---------------- |
| Arquata Scrivia-Busalla | 10 febbraio 1853 |
| Busalla-Genova          | 18 dicembre 1853 |
| Voghera-Tortona         | 25 gennaio 1858  |
| Milano-Pavia            | 10 maggio 1862   |
| Pavia-Voghera           | 15 novembre 1867 |
| Tortona-Arquata Scrivia | 1º ottobre 1916  |

La linea ha origine a Milano e raggiunge Voghera attraverso una tratta dedicata, passante per Pavia; in origine i treni percorrevano poi la ferrovia Alessandria-Piacenza fino a Tortona, da dove imboccavano la linea per Novi Ligure, località dalla quale raggiungevano infine Genova attraverso la ferrovia Torino-Genova. All'inizio del Novecento si costruì una nuova linea, la ferrovia succursale dei Giovi, che collega Tortona direttamente a Genova, senza passare per Novi Ligure, sempre attraverso il Passo dei Giovi. Attualmente è in costruzione una nuova linea con caratteristiche tecniche dell'alta velocità-alta capacità, per velocizzare quest'ultimo tratto appenninico, chiamata terzo valico (in quanto il primo fu quello attraverso Novi Ligure ed il secondo è quello attuale diretto).

### Potenziamenti
La linea è da tempo al centro di dibattiti e di ipotesi di potenziamento per aumentarne la capacità, in quanto interessata da un intenso traffico merci e passeggeri sia pendolare che turistico, soprattutto nella sua parte settentrionale, e la velocità, per diminuire i tempi di percorrenza tra Milano e Genova. Sin dall'inizio del secolo scorso si è provveduto a velocizzare la tratta appenninica con la costruzione della ferrovia succursale dei Giovi, mentre si è realizzato all'inizio degli anni duemila il cosiddetto by-pass di Chiaravalle, per evitare il passaggio all'interno dell'omonima località milanese, dove era presente una stazione, dismessa dagli anni cinquanta; al contempo sono stati eliminati tutti i passaggi a livello. Sono inoltre previsti ulteriori interventi sulla linea:
- Quadruplicamento della tratta Milano Rogoredo-Pavia, con separazione del traffico locale da quello a lunga percorrenza ed innalzamento delle velocità commerciali, e trasformazione della fermata di Pieve Emanuele in stazione per l'attestamento della linea suburbana S2 (attualmente limitata a Milano Rogoredo). I lavori sono organizzati su due fasi: nella prima è previsto il quadruplicamento fino a Pieve Emanuele, la declassazione delle stazioni di Locate e Certosa a fermate, con quest'ultima che verrà spostata poco più a sud per poter far spazio al nuovo sottopassaggio, e la costruzione di un Posto di Movimento tra Villamaggiore e Certosa in località Turago Bordone (in fase di attuazione); nella seconda fase si completerà il quadruplicamento fino a Pavia. I lavori di realizzazione della prima fase hanno preso il via ad inizio 2024 e l'attivazione é prevista a fine 2026.[3][4]
- Potenziamento tecnologico e infrastrutturale della tratta Pavia-Voghera, il primo concluso nel 2022 con l'attivazione dell'Apparato Centrale Computerizzato Multistazione e la riqualificazione dei binari di precedenza delle stazioni intermedie, il secondo in atto con i lavori di ammodernamento del ponte sul fiume Po nei pressi di Bressana Bottarone.[5]
- Quadruplicamento della tratta Voghera-Tortona, in modo da separare il traffico da quello della ferrovia Alessandria-Piacenza. Attualmente in fase di approvazione progettuale.[6]
- Realizzazione di un terzo valico dei Giovi per collegare Tortona a Genova con un tracciato diretto, prevalentemente in galleria e con le caratteristiche dell'alta velocità ferroviaria, di cui i lavori sono attualmente in corso.

## Caratteristiche
| Unknown route-map component "uexCONTgq" | Unknown route-map component "vKBHFa" | Unknown route-map component "uexCONTfq" |

|  |  | Unknown route-map component "vSTR-ABZgl" | Unknown route-map component "vABZq+rl" | Unknown route-map component "dABZq+l" | Unknown route-map component "dCONTfq" |

|  |  | Unknown route-map component "vSTR" | Unknown route-map component "vSTR-ABZg+l" | Unknown route-map component "dKRZu" | Unknown route-map component "dCONTfq" |

|  |  | Unknown route-map component "vSTR-ABZg+l" | Unknown route-map component "vSHI1l-STRro" | Unknown route-map component "dSTR" | Unknown route-map component "d" |

|  |  | Unknown route-map component "vSTR" | Unknown route-map component "ABZgl" | Unknown route-map component "dKRZu" | Unknown route-map component "dCONTfq" |

|  |  | Unknown route-map component "vSTR-ABZg+l" | Unknown route-map component "ABZql" | Unknown route-map component "dABZql" | Unknown route-map component "dCONTfq" |

| Unknown route-map component "uexCONTgq" | Unknown route-map component "vBHF" | Unknown route-map component "uexCONTfq" |

| Unknown route-map component "exdCONTgq" | Unknown route-map component "exSTR+r" | Unknown route-map component "d" | Unknown route-map component "vSTR-ABZgl" | Unknown route-map component "SPLa+r" |  |

| Unknown route-map component "exSTR" | Unknown route-map component "d" | Unknown route-map component "vSTR" | Unknown route-map component "vSTR-DST" | Unknown route-map component "d" |

| Unknown route-map component "exSTR" | Unknown route-map component "d" | Unknown route-map component "vSTR" | Unknown route-map component "vSTR-STRl" | Unknown route-map component "dCONTfq" |

| Unknown route-map component "exSTR" | Unknown route-map component "d" | Unknown route-map component "vSTR-ABZl+xl" | Unknown route-map component "dKRZu" | Unknown route-map component "CONTfq" |

| Unknown route-map component "exABZgl+l" | Unknown route-map component "exdSTRq" | Unknown route-map component "xvSHI1l-STRr" | Unknown route-map component "dSTR" |  |

| Unknown route-map component "exdSTR" | Unknown route-map component "vSTR+l-" | Unknown route-map component "hdKRZa" | Unknown route-map component "KRZo" | Unknown route-map component "dCONTfq" |

| Unknown route-map component "exdSTR" | Unknown route-map component "vSTR-STR+l" | Unknown route-map component "hdKRZe" | Unknown route-map component "ABZqr" | Unknown route-map component "dCONTfq" |

| Unknown route-map component "uexCONTgq" | Unknown route-map component "exdSTR" | Unknown route-map component "vHST" | Unknown route-map component "dSTR" | Unknown route-map component "uexCONTfq" | Unknown route-map component "cd" | Unknown route-map component "cd" |

| Unknown route-map component "dCONTgq" | Unknown route-map component "xdKRZ" | Unknown route-map component "dABZr+r" | Unknown route-map component "vÜSTl" |  |  |

| Unknown route-map component "cd" + Unknown route-map component "exKBHFaq" | Unknown route-map component "exdKRZu" | Unknown route-map component "vSTR-eABZgr+r" | Unknown route-map component "vSHI2gl-" | Unknown route-map component "cd" |  |

| Unknown route-map component "exdSTR" | Unknown route-map component "vÜWBr" | Unknown route-map component "vSTR" |  |

| Unknown route-map component "dCONTgq" | Unknown route-map component "edABZql" | Unknown route-map component "vABZgr+r-STR" | Unknown route-map component "vSTR" | Unknown route-map component "d" |  |

| Unknown route-map component "dSHI2l" | Unknown route-map component "dSHI2gl+r" | Unknown route-map component "dSHI2gl+r" | Unknown route-map component "dSHI2g+r" | Unknown route-map component "d" |

| Unknown route-map component "uexCONTgq" | Unknown route-map component "vBHF-L" | Unknown route-map component "dKBHFe-R" | Unknown route-map component "uexCONTfq" |

| 9+567 |
| 0+000 |

| Unknown route-map component "d" | Unknown route-map component "vSTR-ABZgl" | Unknown route-map component "CONTfq" |

| Unknown route-map component "d" | Unknown route-map component "vABZgl-STRo" | Unknown route-map component "CONTfq" |

| Unknown route-map component "exv-STR" + Unknown route-map component "v-SHI4l" | Unknown route-map component "vSHI2l-" + Unknown route-map component "v-SHI4+r" | Unknown route-map component "d" |

| Unknown route-map component "exdHST" | Unknown route-map component "v-STR" |

| Unknown route-map component "eBS2l" | Unknown route-map component "BS2r" |

| Unknown route-map component "SKRZ-Au" |

| Station on track |

| Stop on track |

| Unknown route-map component "HSTeBHF" |

| Unknown route-map component "uexdCONTgq" | Unknown route-map component "uexSTR+r" | Straight track | Unknown route-map component "d" |  |

| Unknown route-map component "uexKBHFe" | Station on track |  |

| Small bridge over water |

| Unknown route-map component "uexCONTgq" | Unknown route-map component "emKRZo" | Unknown route-map component "uexCONTfq" |

| Unknown route-map component "uexCONTgq" | Unknown route-map component "emKRZu" | Unknown route-map component "uexSTR+r" |

|  |  | Unknown route-map component "ABZg+l" | Unknown route-map component "uxmKRZo" | Unknown route-map component "CONTfq" |

|  | Station on track | Unknown route-map component "uexBHF" |

|  |  | Straight track | Unknown route-map component "uexSTRl" | Unknown route-map component "uexCONTfq" |

| Unknown route-map component "ev-SHI2gr" | Unknown route-map component "d" |

| Unknown route-map component "dWASSERq" | Unknown route-map component "exdWBRÜCKE" | Unknown route-map component "dWBRÜCKE" | Unknown route-map component "dWASSERq" | Unknown route-map component "d" |

| Unknown route-map component "evÜSTr" | Unknown route-map component "d" |

| Unknown route-map component "dRAq" | Unknown route-map component "vSKRZ-Ao" | Unknown route-map component "dRAq" | Unknown route-map component "d" |

| Unknown route-map component "vKMW" | Unknown route-map component "d" |

| 30+000 |
| 23+462 |

| Unknown route-map component "dCONTgq" | Unknown route-map component "d" + One way rightward | Straight track |  |

| Unknown route-map component "exdCONTgq" | Unknown route-map component "exdSTRq" | Unknown route-map component "eABZg+r" |  |

| Station on track |

| Unknown route-map component "hKRZWae" |

| Station on track |

|  | Unknown route-map component "ABZgl" | Unknown route-map component "CONTfq" |

| Station on track |

| Unknown route-map component "SKRZ-Au" |

|  |  | Straight track + Unknown route-map component "BS2c2" | Unknown route-map component "STR3h+l" | Unknown route-map component "CONTfq" |

| 0+000  |
| 38+358 |

|  |  | Unknown route-map component "vSTR" | Unknown route-map component "exSTR+l" | Unknown route-map component "exdCONTfq" |

|  | Unknown route-map component "d" | Unknown route-map component "vSTR-eSHI3g+l" | Unknown route-map component "exSHI3gr" |

|  | Unknown route-map component "d" | Unknown route-map component "BHFSPLe" | Unknown route-map component "exKBHFe" |

| Unknown route-map component "SHI1+l" |

| Unknown route-map component "STR+GRZq" |

| Unknown route-map component "HSTeBHF" |

|  |  | Straight track | Unknown route-map component "uexSTR+l" | Unknown route-map component "uexCONTfq" |

| Unknown route-map component "exCONTgq" | Unknown route-map component "eKRZo" | Unknown route-map component "uexmABZg+r" |

|  | Unknown route-map component "emABZg+l" | Unknown route-map component "uexABZg+r" |

|  | Station on track | Unknown route-map component "uexBHF" |

| 21+915 |
| 0+000  |

| Unknown route-map component "CONTgq" | Unknown route-map component "ABZgr" | Unused straight waterway |

| Unknown route-map component "uexCONTgq" | Unknown route-map component "emKRZ" | Unknown route-map component "uexSTRr" |

| Continuation forward |

Le tre tratte ferroviarie che compongono la linea sono interamente a doppio binario, con scartamento ordinario di 1 435 mm ed elettrificate alla tensione di 3 000 V in corrente continua tramite linea aerea di contatto.

## Traffico
Il traffico a lunga percorrenza è gestito principalmente da Trenitalia, soprattutto tramite corse di categoria InterCity sulle relazioni Milano-Ventimiglia e Milano-Livorno; Trenitalia effettua anche alcuni collegamenti della categoria delle Frecce da e per Milano, Genova, Venezia e Roma e collegamenti internazionali per Svizzera, Austria e Germania con materiale dalle Ferrovie Federali Svizzere e dalle Ferrovie Austriache. 
Dal 2023 è presente anche una coppia di treni della società Italo - Nuovo Trasporto Viaggiatori sulla relazione Genova-Milano-Roma-Napoli. I collegamenti regionali tra Lombardia e Liguria sono svolti anch'essi da Trenitalia, attraverso treni regionali veloci sulla relazione Milano-Genova (con alcuni prolungamenti verso le riviere di Levante e di Ponente), nell'ambito del contratto di servizio stipulato con la regione Liguria. Sono presenti anche servizi regionali gestiti da Trenord, con corse che percorrono la linea tra Milano e Tortona e hanno capolinea ad Arquata Scrivia o Alessandria; tra Milano e Pavia la linea è percorsa anche dalla linea S13 del servizio ferroviario suburbano di Milano, sempre di Trenord.
La linea è anche attraversata da un importante flusso merci soprattutto da e per il porto di Genova.

### Annotazioni
1. 1 2  Parte della linea Torino-Genova.
2. ↑  Parte della linea Alessandria-Piacenza.
3. ↑  Parte della linea Voghera-Pavia-Cremona-Brescia.
4. ↑  In sostituzione del tracciato originario via Novi.